# Villaseca de la Sagra
Villaseca de la Sagra ist ein Ort und eine zentralspanische Gemeinde (municipio) mit 1.859 Einwohnern (Stand: 2024) in der Provinz Toledo im Norden der Autonomen Gemeinschaft Kastilien-La Mancha. 

## Lage und Klima
Villaseca de la Sagra liegt etwa 63 km (Fahrtstrecke) südsüdwestlich von Madrid und etwa 20 Kilometer nordöstlich von Toledo in der historischen Provinz La Mancha in einer Höhe von ca. 475 m. Der Tajo begrenzt die Gemeinde im Südosten. Durch die Gemeinde führt die Autopista AP-41. 
Das Klima im Winter ist rau, im Sommer dagegen trocken und warm; der spärliche Regen (ca. 447 mm/Jahr) fällt überwiegend in den Wintermonaten.

## Bevölkerungsentwicklung
| Jahr      | 1970 | 1981 | 1991 | 2001 | 2011 | 2021 |
| Einwohner | 1645 | 1583 | 1580 | 1581 | 1866 | 1858 |

Trotz der zunehmenden Mechanisierung der Landwirtschaft und der Aufgabe bäuerlicher Kleinbetriebe ist die Bevölkerung – hauptsächlich durch Zuwanderung – seit den 2000er Jahren deutlich angestiegen.

## Sehenswürdigkeiten
- Leokadienkirche (Iglesia de Santa Leocadia)
- Siechenhaus von San Bernardo
- Kapelle der Ängste (Ermita de las Angustias)
- Palast der Marqueses von Montemayor
- Stierkampfarena
- Rathaus

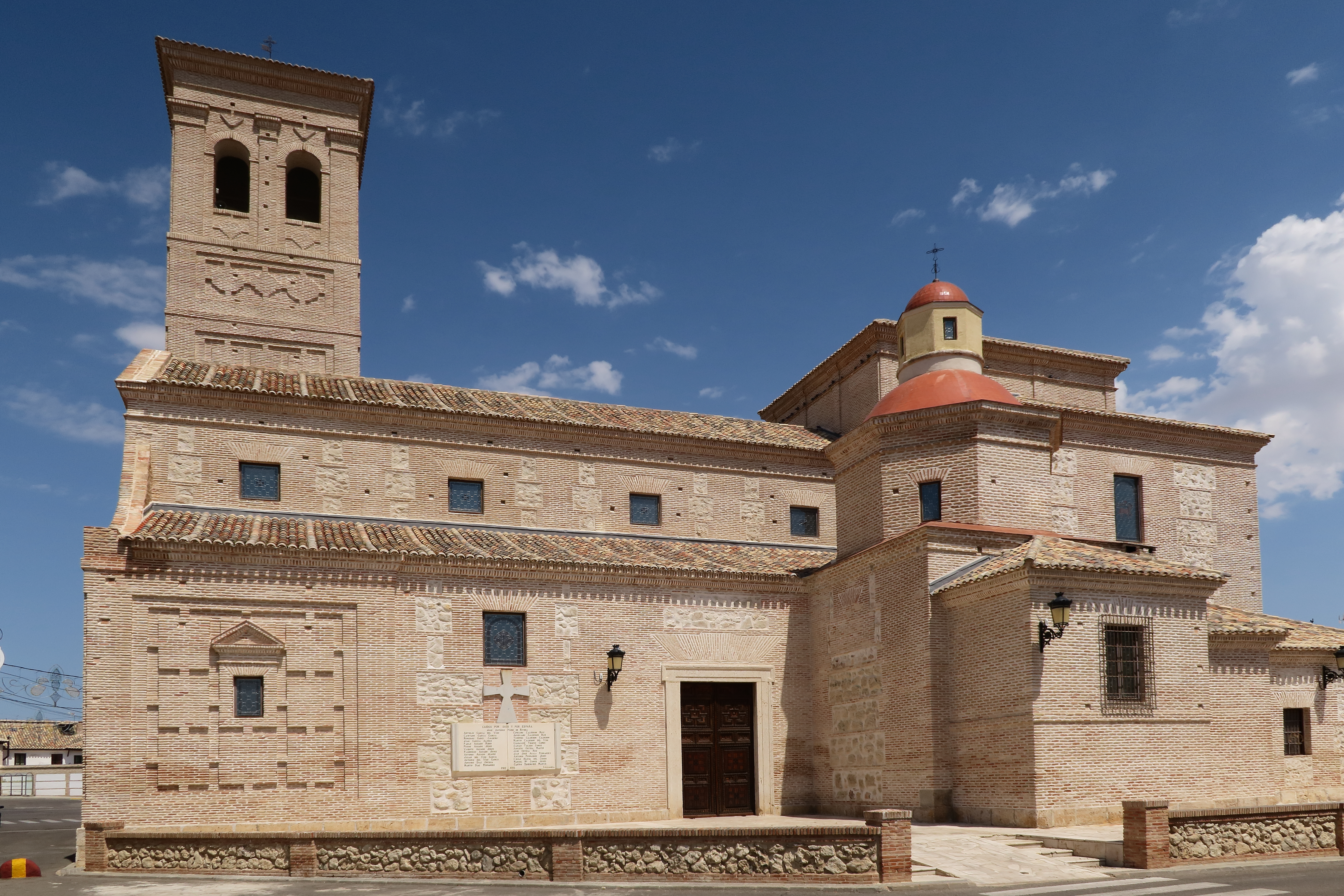
Leokadienkirche
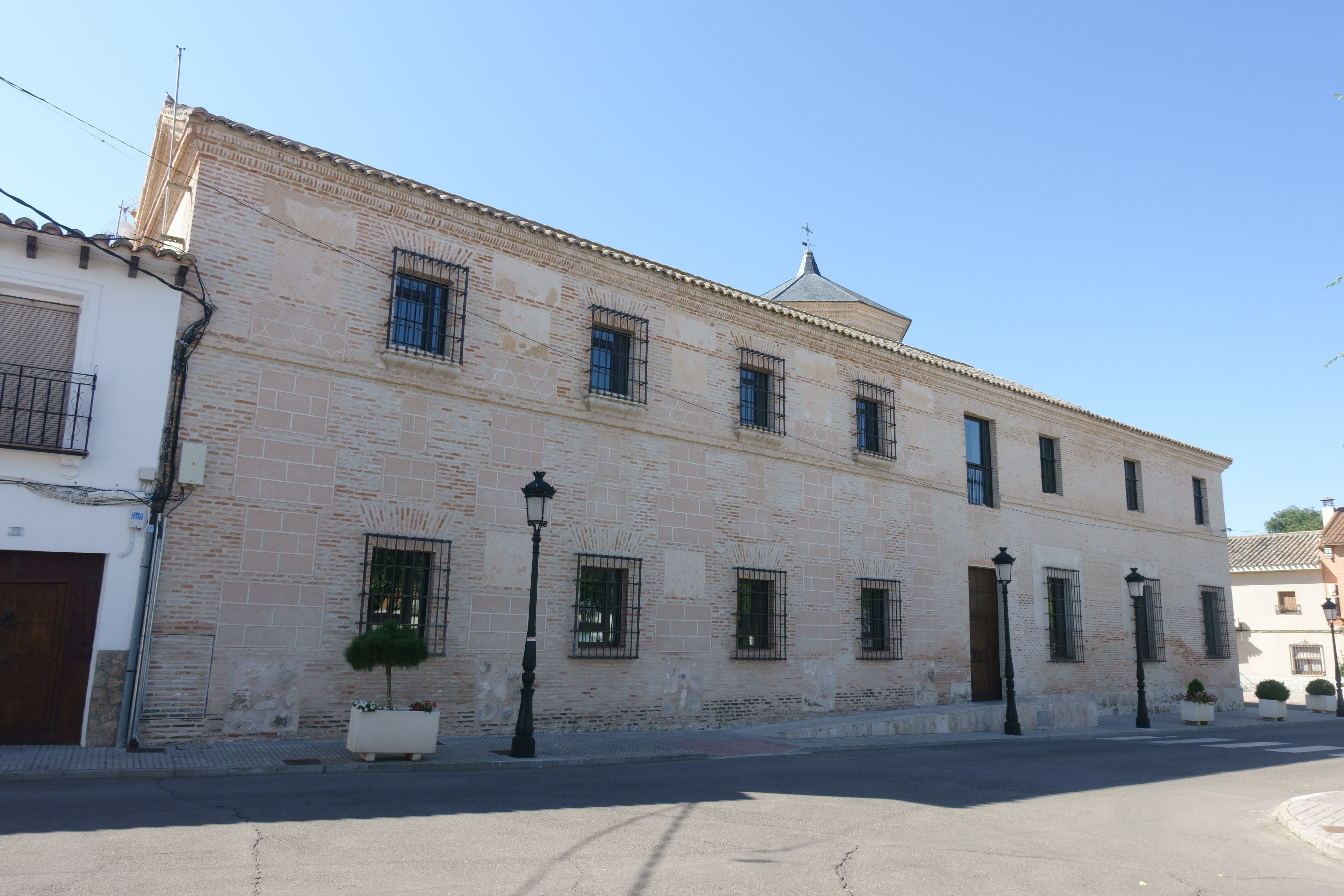
Siechenhaus von San Bernardo
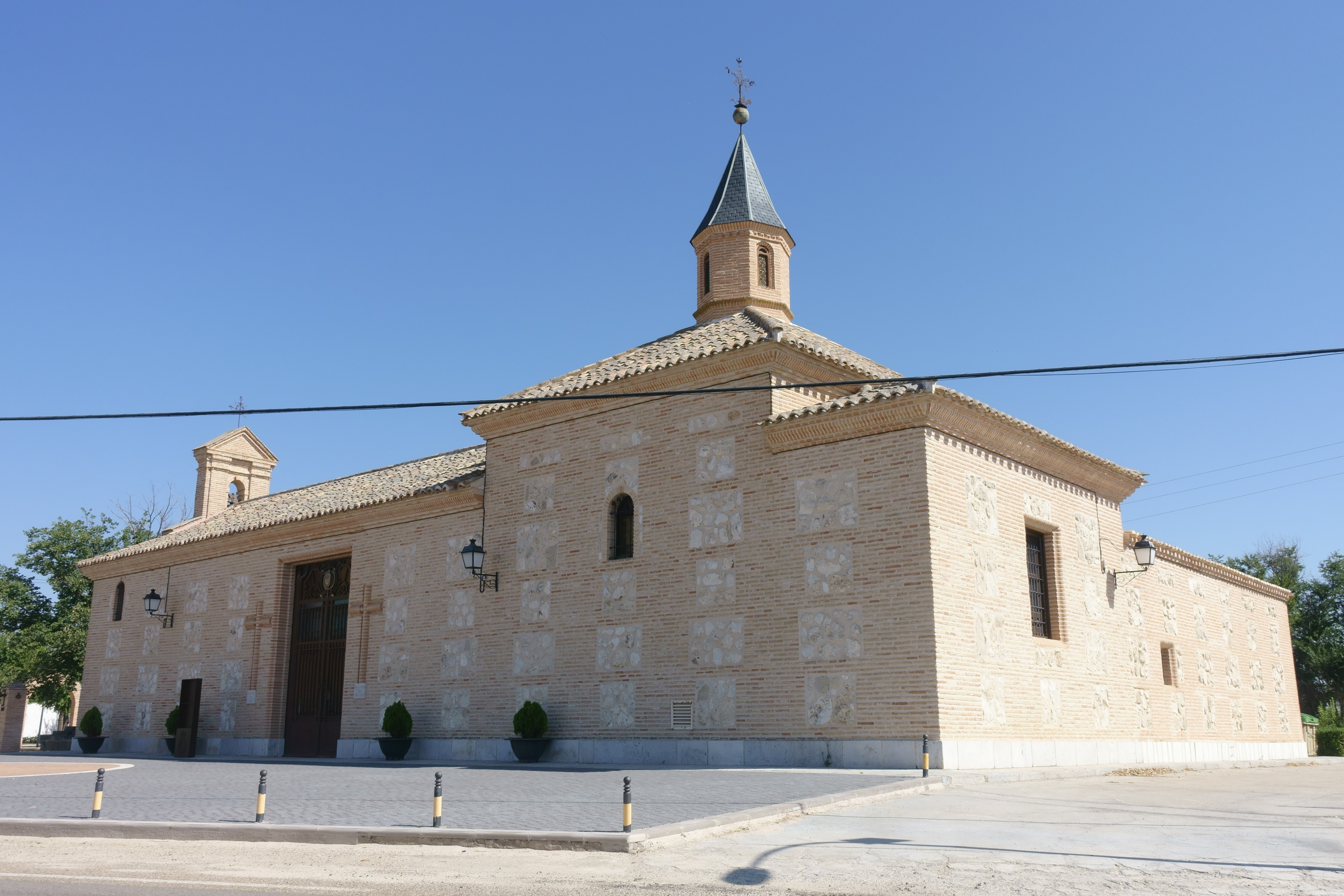
Kapelle der Ängste
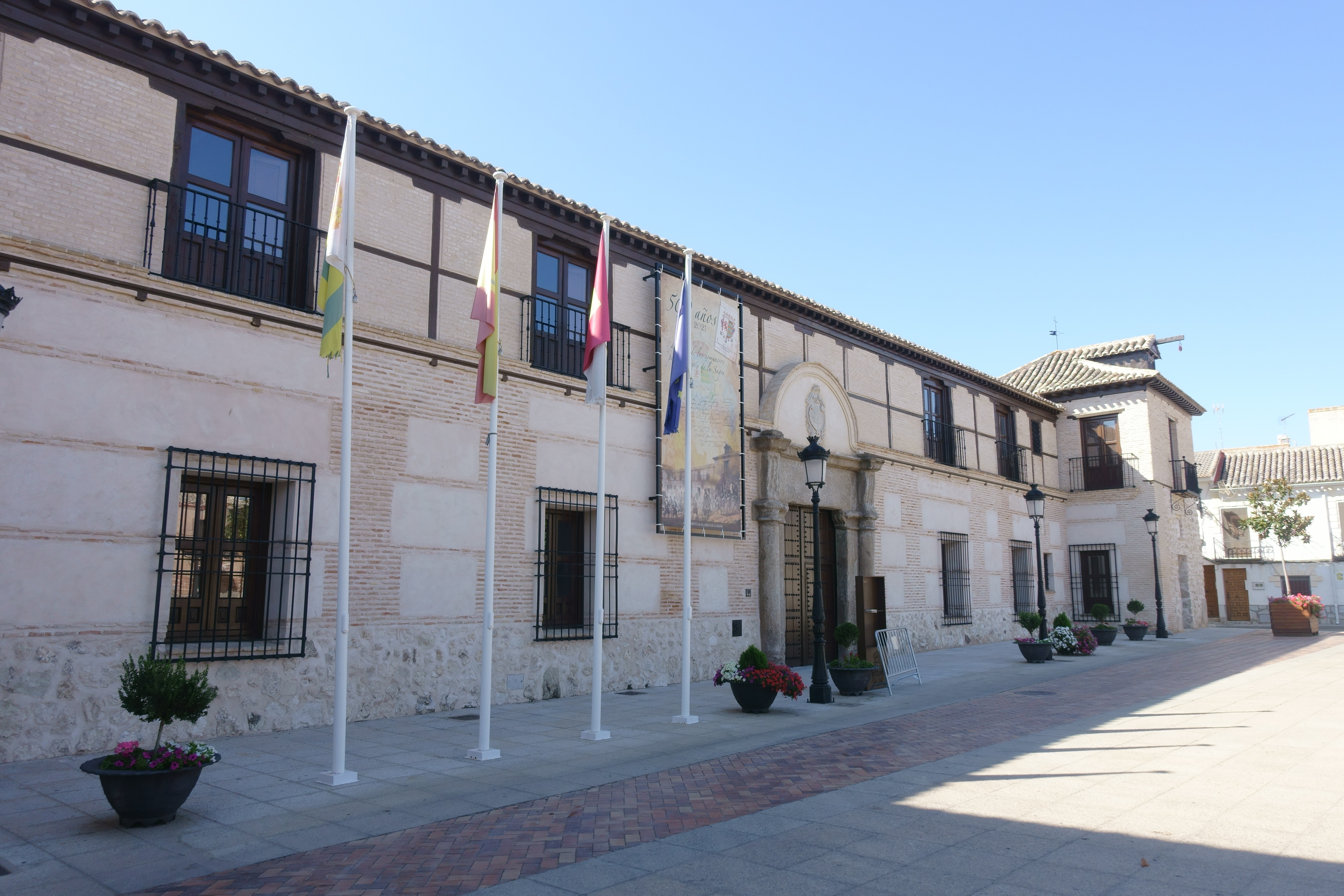
Palast der Marqueses de Montemayor
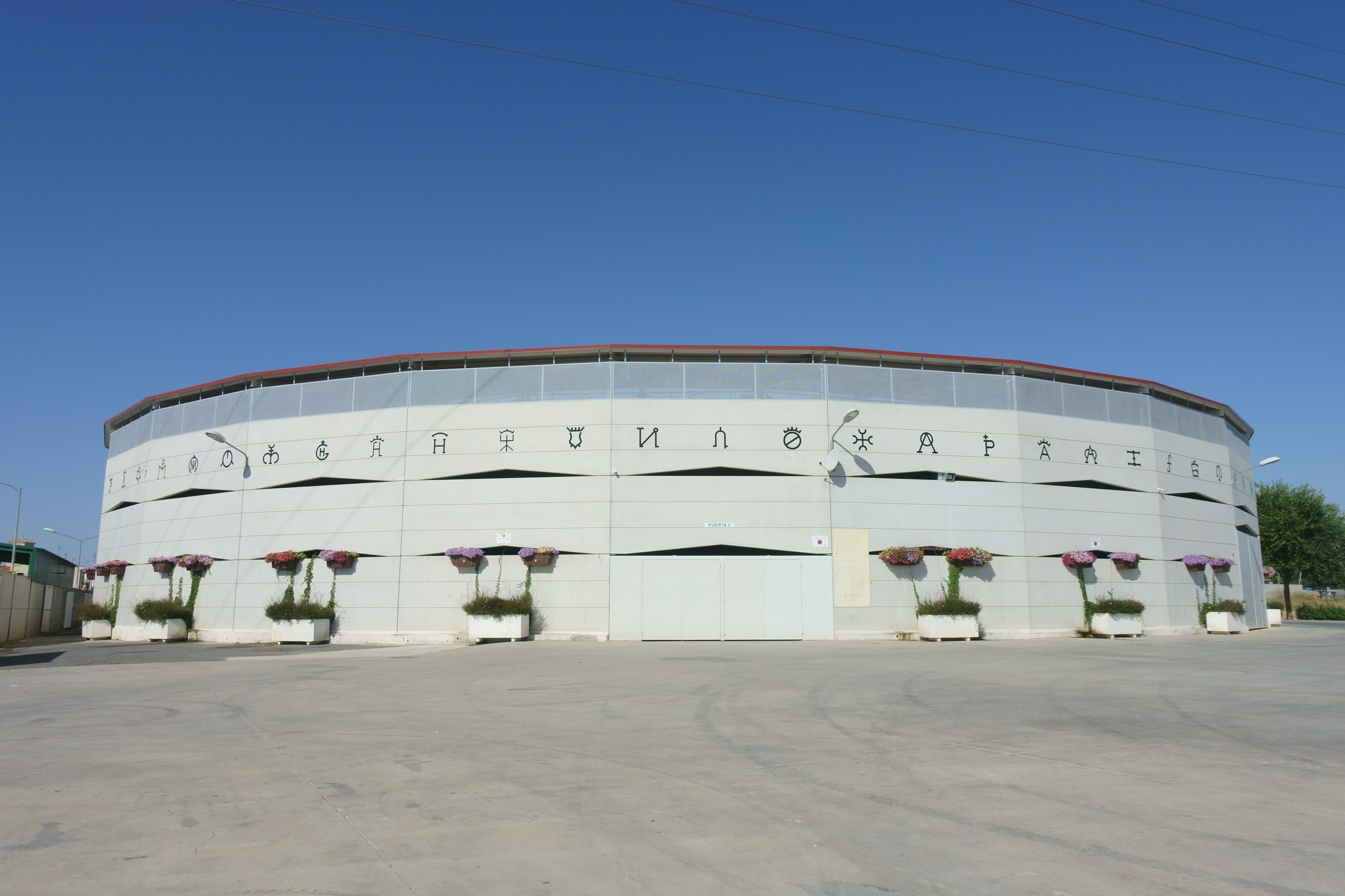
Stierkampfarena

## Persönlichkeiten
- Asturio de Toledo (im 4. Jahrhundert geboren; 412 verstorben), Bischof von Toledo (395–412) und von Complutum (412)
- Juan Pascual de Mena (1707–1784), Bildhauer
- Amós Acero (1893–1941), Politiker und Lehrer, vom Franco-Regime hingerichtet